# Совмещённая колея
Железнодорожный путь совмещённой колеи предназначен для использования подвижным составом с разной шириной колеи.
Сооружение пути совмещённой колеи по сравнению с двумя или несколькими отдельными путями для каждой колеи позволяет экономить площадь и средства на строительство искусственных сооружений (земляных насыпей, мостов, тоннелей), а также контактной сети и устройств сигнализации.

## Техника дела
Чаще всего совмещается две колеи (в трёх-, но иногда четырёхниточном пути), однако известны примеры совмещания и большего их количества. Например, на заводе «General Motors», выпускавшем локомотивы для разных стран, существовал семиниточный испытательный путь.

На трёхниточном пути ширококолейный подвижной состав использует два крайних рельса, а узкоколейный — средний и один из крайних

Три рельса используются в том случае, когда разница в ширине двух колей достаточна, чтоб вместить рельс меньшей колеи в бо́льшую, а один из рельсов использовать как общий. Например, 1668 и 1435 мм в Испании, 1435 и 1067 мм в Австралии и Японии, 1520 и 1067 мм на Сахалине, 1676 и 1000 мм в Бангладеш. Ранее существовали трёхниточные пути 1520 и 750 мм на детских железных дорогах в Ростове-на-Дону и Санкт-Петербурге (ныне разобраны). Для разъезда поездов в месте расхождения путей используются специальные стрелки и сигнализация.
Четыре рельса используются для сплетения в одном пути несовместимых колей, мало различающихся между собой по ширине, например 1435 и 1520 мм (разница 85 мм), 1000 и 1067 мм (разница 67 мм). Сплетение путей остаётся независимым и не требуются стрелки для прохождения поездов по разъезду.
Иногда четыре рельса используются для комбинаций «широкая колея + узкая колея», когда меньший по ширине путь полностью и симметрично умещается внутрь более широкого. Используется для мостов и путепроводов в некоторых странах. Помимо экономии пространства под насыпь или пролёты моста, обеспечивается возможность неуправляемого разъезда без стрелок.

## Причины существования
На протяжении своей истории, особенно в ранний период, железные дороги строились с разной шириной колеи. По мере развития железнодорожных линий и объединения их в единую сеть ширина колеи в основном приводилась к единому стандарту, однако к моменту такой стандартизации уже существовало несколько железнодорожных систем настолько крупных, что их перешивка на единую ширину колеи оказалась технически нецелесообразной. 

Наглядное сравнение ширины колеи

Самыми крупными такими системами оказались европейская (колея 1435 мм), российская (1520 мм), иберийская (1668 мм), индийская (1676 мм) и капская (1067 мм). Кроме того, существует множество местных железных дорог с шириной колеи, отличной от стандартной (как правило, это узкоколейные ЖД).
На стыке железнодорожных систем с разной шириной колеи, как правило, применяется либо перестановка подвижного состава (вагонов) на другую колею, либо перегруз грузов и пересадка пассажиров в вагоны другой колеи. Однако иногда бывает целесообразно (например, ради совместного использования инфраструктуры) сооружение пути, по которому может передвигаться подвижной состав разной колеи — в этом случае устраивается путь совмещённой колеи.
Также путь совмещённой колеи может устраиваться на время перешивки железнодорожной линии с одной колеи на другую (обычно с узкой на стандартную). Такой пример наблюдается на острове Сахалин, где идёт перешивка железной дороги с унаследованной японской колеи 1067 мм на стандартную русскую колею 1520 мм.